# Ligne 190 (chemin de fer slovaque)
La ligne 190 des chemins de fer Slovaque relie la frontière entre la Slovaquie et l'Ukraine (Čierna nad Tisou) à Košice.
Elle comporte deux embranchements : l'un au km 61,675 à voie unique vers Čeľovce et  Trebišov où elle rejoint la ligne 191 (16,193 km) l'autre au km 36,933 de Slovenské Nové Mesto à Sátoraljaújhely en Hongrie.
Cette ligne a été construite en voie unique en 1872, puis la voie a été doublée dans les années 1950, puis électrifiée dans les années 1960.

## Mise en service en voie unique
- Michaľany – Slovenské Nové Mesto : 7 janvier 1872
- Slovenské Nové Mesto – Čierna nad Tisou : 25 août 1872
- Košice – Michaľany : 22 octobre 1873
- Embranchement du km 61,675 - Slivník (Červený Dvor) – Trebišov : 7 novembre 1985

## Mise en service en double voie
- Čierna nad Tisou - Michaľany : 1951
- Michaľany - Kuzmice : 1953
- Kuzmice - Ruskov : 1954
- Ruskov - Košice : 1955

## Électrification
- Nižná Myšľa – Čerhov : 19 décembre 1961
- Košice – Nižná Myšľa : 18 janvier 1962
- Čerhov – Čierna nad Tisou : 1er juillet 1962
- Embranchement du km 61,675 - Slivník (Červený Dvor) – Trebišov : 26 janvier 1989

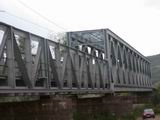
Pont sur la rivière Bodrog à Streda nad Bodrogom